# Vera Renczi
Vera Renczi (Bucarest, 1903 – Zrenjanin, 1960) è stata una serial killer rumena. Nel decennio 1920-1930 avvelenò con l'arsenico almeno 32 persone (forse fino a 35), compresi i suoi mariti, gli amanti e suo figlio.

## Biografia
Nata a Bucarest in una ricca famiglia da madre rumena e padre ungherese, si trasferì con la famiglia nella città di Berkerekul quando aveva 13 anni. Con il compimento dei quindici anni diventò sempre più ingestibile da parte dei suoi genitori ed era solita scappare da casa con numerosi amanti, molti dei quali erano notevolmente più anziani di lei. Gli amici della prima infanzia dicono che lei avesse un quasi patologico e costante desiderio di rapporti sessuali e compagnia maschile; era inoltre molto gelosa e possessiva.

### Il primo omicidio
Il suo primo matrimonio avvenne a Bucarest con un ricco uomo d'affari molto più anziano di lei, dal quale ebbe un figlio di nome Lorenzo. Sola a casa, mentre suo marito era al lavoro, cominciò a sospettare che il coniuge le fosse infedele. Una sera, durante un attacco di gelosia, versò l'arsenico nel vino del consorte e successivamente raccontò a familiari ed amici che lei e suo figlio erano stati abbandonati. Dopo un anno circa di "lutto", dichiarò che alcuni stranieri le avevano riferito che suo marito aveva perso la vita in un incidente automobilistico.

### Gli omicidi successivi
Poco dopo aver dichiarato la morte del marito per "incidente automobilistico", convolò nuovamente a nozze, questa volta con un uomo più vicino alla sua età. Tuttavia, il rapporto fu molto tumultuoso e la Renczi fu nuovamente colpita dal sospetto che il suo nuovo marito avesse delle relazioni extraconiugali. Pochi mesi dopo il matrimonio, l'uomo sparì e la donna raccontò agli amici e alla famiglia che il coniuge l'aveva abbandonata. Dopo un anno, affermò di aver ricevuto una lettera dal marito, il quale proclamava la sua intenzione di lasciarla per sempre. Questo fu il suo ultimo matrimonio.
La donna ebbe negli anni seguenti diverse storie d'amore, alcune clandestine con uomini sposati, altre vissute alla luce del sole. I suoi amanti appartenevano a diversi ceti sociali e tutti erano destinati a sparire nel giro di mesi, settimane o, in alcuni casi, addirittura giorni dopo essere stati "romanticamente" coinvolti dalla donna. Quando veniva coinvolta dalle indagini sulle sparizioni, affermava sempre di essere stata abbandonata. Le autorità furono spinte ad indagare sulla Renczi dalla moglie di un suo amante, il quale, pedinato dalla consorte fino alla casa della rea, successivamente svanì nel nulla. Quando i poliziotti ispezionarono la cantina della donna, rinvennero trentadue bare di zinco allineate, le quali contenevano i resti dei suoi amanti in vari stadi di decomposizione.

### L'arresto
Vera Renczi fu arrestata e tenuta in custodia dalla polizia, a cui confessò di aver avvelenato i trentadue uomini con l'arsenico non appena sospettava che le fossero stati infedeli o quando non le interessavano più. Confessò anche alla polizia che spesso amava sedersi con la sua poltrona in mezzo alle bare, circondata da tutti i suoi ex amanti. Vera Renczi confessò inoltre di aver ucciso i suoi due mariti e anche suo figlio Lorenzo. Questo, infatti, durante una visita alla madre, aveva accidentalmente scoperto le bare nella sua cantina e aveva deciso di ricattarla, venendo avvelenato dalla madre. La Renczi fu condannata per trentacinque omicidi al carcere a vita. Si dice che la sua storia può avere ispirato Joseph Kesselring per la pièce teatrale Arsenico e vecchi merletti.